# Ipotesi dei grandi numeri di Dirac

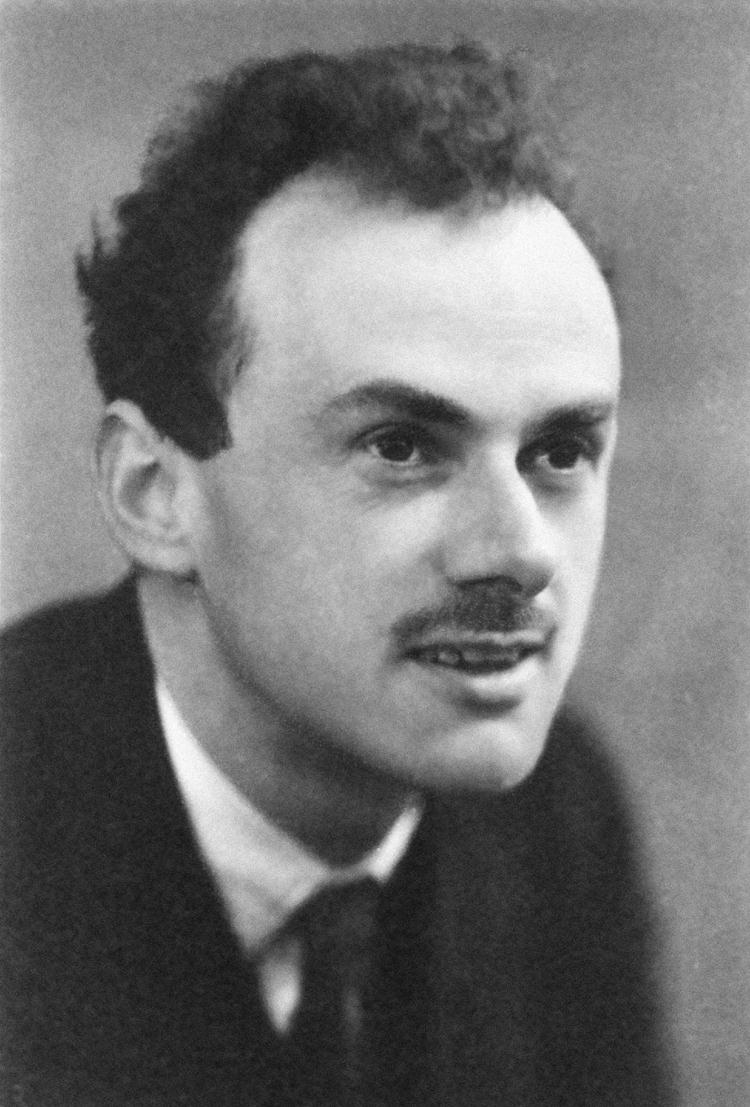
Paul Dirac

L'ipotesi dei grandi numeri di Dirac, proposta da Paul Dirac, estendendo idee ed ipotesi di Hermann Weyl e Arthur Eddington, tenta di spiegare la coincidenza fra alcuni rapporti adimensionali che collegano le dimensioni dell'Universo visibile, il raggio della particella quantistica, l'età dell'universo, la velocità della luce, la massa dell'elettrone, la costante di gravitazione universale di Newton e la massa del protone. La coincidenza di più rapporti vicini come ordine di grandezza può rivelarsi priva di significato oppure indicare un legame più profondo tra concetti in una futura teoria del tutto con queste caratteristiche:
- La forza della gravità, rappresentata dalla costante gravitazionale , è inversamente proporzionale all'età dell'universo: {\displaystyle G\propto 1/t\,}
- La massa dell'universo è proporzionale al quadrato dell'età dell'universo: {\displaystyle M\propto t^{2}}